# لازا
لازا (به ایتالیایی: Lasa) یک منطقهٔ مسکونی در ایتالیا است که در تیرول جنوبی واقع شده‌است.

## خصوصیات
لازا ۱۱۰٫۱ کیلومترمربع مساحت و ۳٬۹۳۸ نفر جمعیت دارد.